# Coregonus stigmaticus
Coregonus stigmaticus is een straalvinnige vissensoort uit de familie van de zalmen (Salmonidae) en de onderfamilie van de houtingen. De wetenschappelijke naam van de soort is voor het eerst geldig gepubliceerd in 1908 door Charles Tate Regan.Het is een endemische vissoort in het Verenigd Koninkrijk en is plaatselijk bekend als Schelly.

## Herkenning
De vis kan 32 cm lang worden en onderscheidt zich van andere houtingsoorten in het zelfde gebied door onder andere zwarte vlekjes op de flanken, 10 tot 13 vertakte vinstralen in de aarsvin en 34 tot 41 kieuwboogaanhangsels.

## Verspreiding en leefgebied
Deze houtingsoort komt alleen voor in vier meren Haweswater, Ullswaterand, Brotherswater en Red Tarn in het Nationaal park Lake District (Cumbria). De vis houdt zich op in open water en paait in januari en februari in ondiepe baaien boven stenige waterbodems of grind.

## Status
De vissoort gaat in aantal achteruit in Haweswater door wateronttrekking de predatie door aalscholvers en staat daarom als bedreigd op de Rode Lijst van de IUCN. De populaties in de andere meren zijn stabiel.